# Nakoda
Nakoda es una ciudad censal situada en el distrito de Chandrapur en el estado de Maharashtra (India). Su población es de 5634 habitantes (2011). 

## Demografía
Según el censo de 2011 la población de Nakoda era de 17693 habitantes, de los cuales 2947 eran hombres y 2687 eran mujeres. Nakoda tiene una tasa media de alfabetización del 86,02%, superior a la media estatal del 82,34%: la alfabetización masculina es del 90,12%, y la alfabetización femenina del 81,43%.